# ستيفن غالاغر
ستيفن غالاغر (بالإنجليزية: Stephen Gallagher)‏ (و. 1980  م) هو راكب دراجة هوائية أيرلندي، ولد في مقاطعة أرما.

## روابط خارجية
- ستيفن غالاغر على موقع أرشيف الدراجات (الإنجليزية)
- ستيفن غالاغر على موقع إحصائيات الدراجات الإحترافية (الإنجليزية)
- ستيفن غالاغر على موقع نسبة الدراجات (الإنجليزية)